# Змийско мляко
Змийското мляко (Chelidonium majus) е единственият представител на едноименния род тревисти многогодишни растения от семейство Макови. Има изправено стебло, което достига височина до 1 метър. В горната си част е силно разклонено. Долните му листа са с твърди и дебели дръжки, а при горните дръжките почти изчезват. Стеблото и листата са оцветени в тревистозелен цвят, като отдолу листата са в пепеляво-синьозелени оттенъци. Листата са разсечени на пет дяла. Цветовете са яркожълти. Корените са оцветени в тъмнооранжево до кафяво. При разчупване стеблото и листата изпускат светъл жълто-оранжев млечен сок, а сокът на корена е оцветен в ярко оранжево. Коренната система е слаба. Достига дължина от 5 – 10 cm. При изтегляне с ръка лесно се изкоренява.
Цъфти през периода май-юни, а при по-топло време и през април-май. Цветовете са медоносни. След прецъфтяването се образува т.нар. кутийка, в която са разположени семената. Тя има цилиндрична конусовидна форма, приличаща на малка люта чушка, като по-широката ѝ част е към стеблото, а към върха си е заострена. Всеки цвят образува множество дребни семена, които имат висока кълняемост.
Растението е отровно за човека, но се яде от някои домашни животни (коне, овце, кокошки). Съдържа около 20 алкалоида. Надземната част се ползва като билка след изсушаване. По-рядко се ползва и като декоративно.
Лечението с отвара от билката се прилага само под лекарски контрол.
При външно приложение лекува успешно брадавици и кокоши трън. Разпространено е в Европа и Азия.
В България се среща най-често в горите, а в населените места покрай каменни зидове.